# Pikes Peak International Raceway
Der Pikes Peak International Raceway ist eine permanente Rennstreckenanlage in Fountain, Colorado. Neben einem eine Meile langen D-Oval gibt es dort einen 2,09 Kilometer langen permanenten Straßenkurs.

## Geschichte
Die 1997 eröffnete Strecke  wurde 2005 stillgelegt und die Austragung von IndyCar- und NASCAR-Rennen beendet. 2008 wurde die Strecke wiedereröffnet, wobei der Fokus nun auf lokalen Rennserien und dem Amateurmotorsport liegt. Das Oval wurde zwischenzeitlich als Teststrecke für die NASCAR genutzt. Heute finden auf der Anlage Trackdays, Rallycross-Events, Clubrennen und Konzerte statt.

## Veranstaltungen
Zwischen 1997 und 2005 wurden auf dem Oval Rennen der Indy Racing League ausgetragen, zwischen 1998 und 2005 auch Rennen der NASCAR Busch Series sowie bis 2002 Rennen der NASCAR Craftsman Truck Series. Auf der permanenten Rundstrecke fanden zudem alljährlich Motorrad-Rennen statt. Darüber hinaus wurden hier 2011 auch Rallycross-Rennen der (Global Rallycross Championship) ausgefahren, die von Tanner Foust (am 17. Juni) und Marcus Grönholm (18. Juni) gewonnen wurden.

## Bisherige Sieger

### Indy Racing League
| Jahr | Datum      | Sieger           | Rennwagen | Motor      | Team                   |
| ---- | ---------- | ---------------- | --------- | ---------- | ---------------------- |
| 1997 | 29. Juni   | Tony Stewart     | G-Force   | Oldsmobile | Team Menard            |
| 1998 | 16. August | Kenny Bräck      | Dallara   | Oldsmobile | A. J. Foyt Enterprises |
| 1999 | 27. Juni   | Greg Ray         | Dallara   | Oldsmobile | Team Menard            |
| 1999 | 29. August | Greg Ray         | Dallara   | Oldsmobile | Team Menard            |
| 2000 | 18. Juni   | Eddie Cheever    | Dallara   | Infiniti   | Team Cheever           |
| 2001 | 17. Juni   | Buddy Lazier     | Dallara   | Oldsmobile | Hemelgarn Racing       |
| 2002 | 16. Juni   | Gil de Ferran    | Dallara   | Chevrolet  | Team Penske            |
| 2003 | 15. Juni   | Scott Dixon      | G-Force   | Toyota     | Chip Ganassi Racing    |
| 2004 | 22. August | Dario Franchitti | Dallara   | Honda      | Andretti Green Racing  |
| 2005 | 21. August | Dan Wheldon      | Dallara   | Honda      | Andretti Green Racing  |

### NASCAR Busch Series
| Jahr | Sieger          | Hersteller |
| ---- | --------------- | ---------- |
| 1998 | Matt Kenseth    | Chevrolet  |
| 1999 | Andy Santerre   | Chevrolet  |
| 2000 | Jeff Green      | Chevrolet  |
| 2001 | Jeff Purvis     | Chevrolet  |
| 2002 | Hank Parker jr. | Dodge      |
| 2003 | Scott Wimmer    | Chevrolet  |
| 2004 | Greg Biffle     | Ford       |
| 2005 | David Green     | Ford       |

### NASCAR Craftsman Truck Series
| Jahr | Sieger       | Hersteller |
| ---- | ------------ | ---------- |
| 1998 | Ron Hornaday | Chevrolet  |
| 1999 | Mike Wallace | Ford       |
| 2000 | Greg Biffle  | Ford       |
| 2001 | Joe Ruttman  | Dodge      |
| 2002 | Mike Bliss   | Chevrolet  |

### NASCAR Camping World West Series
| Jahr | Sieger          | Hersteller |
| ---- | --------------- | ---------- |
| 1997 | Michael Waltrip | Ford       |
| 1998 | Kevin Harvick   | Chevrolet  |
| 1999 | Mike Wallace    | Ford       |
| 2005 | Steve Portenga  | Chevrolet  |

### AMA/MNBA Superbike Series: Wendy’s Superbike Classic by Suzuki
| Jahr | Sieger         | Hersteller      | Serie                                      |
| ---- | -------------- | --------------- | ------------------------------------------ |
| 1997 | Miguel Duhamel | Honda           | MNBA Superbike Final                       |
| 1997 | Rich Oliver    | Yamaha          | ELF Fuels and Lubricants 250 Grand Prix    |
| 1997 | Jason Pridmore | Suzuki          | Teamline 750 Supersport                    |
| 1997 | Nate Wait      | Harley-Davidson | Progressive Insurance H-D Supertwins Final |
| 1997 | Paul Harrell   | Yamaha          | Pirelli Formula XTreme Final               |